# Nalini Krishan
Nalini Krishan (ur. 30 sierpnia 1977 w Suvie) – fidżyjsko-australijska aktorka filmowa. 

## Wybrana Filmografia
- 2002: Gwiezdne wojny: Część II - Atak klonów jako Barriss Offee
- 2005: Gwiezdne wojny: Część III - Zemsta Sithów jako Barriss Offee
- 2007: The Benvenuti Family jako Pani Rahabi
- 2014: Love You Krishna jako Vishakha

## Źródła
- https://www.imdb.com/name/nm1001233/
- http://www.filmweb.pl/person/Nalini+Krishan-212075